# Спешный (пароход, 1826)
«Спешный» — колёсный пароход Беломорской флотилии России, второй пароход флотилии.

## Описание парохода
Длина парохода составляла 33,22 метра, ширина вместе с обшивкой — 6,45 метра, а осадка — 3,56 метра. На пароходе была установлена паровая машина мощностью 60 л. с.

## История службы
Пароход был заложен в Архангельске 29 сентября (11 октября) 1825 года и после спуска на воду 5 (17) июля 1826 года вошёл в состав Беломорской флотилии России.
В 1843 году пароход «Спешный» был переоборудован в магазин.